# Margot Foster
Pour les articles homonymes, voir Foster.
Margot Elizabeth Foster, née le 3 octobre 1958, est une rameuse d'aviron australienne. 

## Carrière
Margot Foster a participé aux Jeux olympiques de 1984 à Los Angeles. Elle a remporté la médaille de bronze  avec le quatre barré australien composé de Susan Chapman, Susan Lee, Karen Brancourt et Robyn Grey-Gardner.

## Famille
Margot Foster est la fille de Jake Foster, joueur de water-polo ayant participé aux Jeux olympiques de 1952 et de 1956, ainsi que la sœur de Peter Foster, kayakiste médaillé de bronze olympique en 1988. 